# 箴津里站
箴津里站（韓語：잠진리역）是朝鮮民主主義人民共和國南浦特别市江西区域的一個鐵路車站，属于箴津里線。

## 邻近车站
箴津里線
降仙站 - 箴津里站